# Bendery-1
Bendery-1 (rum. Tighina-1, ros. Бендер I) – stacja kolejowa w miejscowości Bendery, w Mołdawii, na terenie separatystycznego Naddniestrza. Stacja jest obsługiwana przez pociągi Kolei Naddniestrzańskich. Węzeł kolejowy na liniach Novosavițcaia – Bendery, Bendery – Kiszyniów i Bendery – Căinari. 